# Stránská skála
Stránská skála este o arie protejată (arie specială de conservare — SAC, sit de importanță comunitară — SCI) din Republica Cehă întinsă pe o suprafață de 15,54 ha, integral pe uscat.

## Localizare
Centrul sitului Stránská skála este situat la coordonatele 49°11′26″N 16°40′32″E / 49.190556°N 16.675556°E.

## Înființare
Situl Stránská skála a fost declarat sit de importanță comunitară în aprilie 2005 pentru a proteja 1 specie de plante. Situl a fost protejat și ca arie specială de conservare în august 2013.

## Biodiversitate
Situată în ecoregiunile continentală și panonică, aria protejată conține 6 habitate naturale: Peșteri inaccesibile publicului, Pajiști panonice carstice (Stipo-Festucetalia pallentis), Pante stâncoase calcaroase cu vegetație casmofită, Pajiști uscate seminaturale și facies de acoperire cu tufișuri pe substraturi calcaroase (Festuco-Brometalia) (* situri importante pentru orhidee), Pajiști carstice calcaroase sau bazofile, de Alysso-Sedion albi, Pajiști stepice subpanonice.
La baza desemnării sitului se află o specie protejată de  plante: sisinei (Pulsatilla grandis).